# شخص واحد فقط (مسلسل)
شخص واحد فقط (بالكورية: 한 사람만)؛ هو مسلسل تلفزيوني كوري جنوبي، عرض على قناة JTBC من 20 ديسمبر 2021 إلى 8 فبراير 2022، تم بثه كل يومي الاثنين والثلاثاء.

## القصة
يحكي المسلسل قصة ثلاث نساء التقين في مأوى وقررن اسقاط شخص سيء مع الوقت المحدود المتبقي لهن من الحياة بسبب مرض عضال. يتورطن في قضية قتل ويقابلن «شخص واحد» هو حقًا شخص ثمين.

## بطولة

### طاقم رئيسي
- كيم كيونغ نام بدور مين وو تشون.[4]

رجل في قاع حياته يتورط في قضية قتل مع بيو إن سوك.
- اهن اون جين في دور بيو إن سوك.[5]

امرأة مريضة بمرض عضال وبليده الإحساس للحياة لدرجة أنها لا تعرف المشاعر التي تختارها.
- جوي بدور سيونغ مي دو.[6]

مؤثرة على مواقع التواصل الإجتماعي تم تشخيص إصابتها بمرض عضال وتواجه نهاية وشيكة لحياتها البراقة، لاحقا تصبح صديقة مقربة من ان سوك.
- كانغ يي وون بدور كانغ سي يون.[7]

ربة منزل تعيش حياة عادية مع توقعات معقولة ومسؤولية دون أن يلاحظها أحد. لقد أدركت أهمية الاستقرار الذي وثقته كثيرًا بعد تشخيص إصابتها بمرض عضال، تجمعها علاقة صداقة مع ان سوك ومي دو، حيث تعيش الثلاث في نفس المكان والغرفة.

## المشاهدات
| الحلقات | تاريخ البث     | تقييمات (Nielsen Korea) |
| الحلقات | تاريخ البث     | على الصعيد الوطني       |
| --- | -------------- | ----------------------- |
| 1 | 20 ديسمبر 2021 | 2.442%                  |
| 2 | 21 ديسمبر 2021 | 1.365%                  |
| 3 | 27 ديسمبر 2021 | 1.343%                  |
| 4 | 28 ديسمبر 2021 | 0.53%                   |
| 5 | 3 يناير 2022   | 0.896%                  |
| 6 | 4 يناير 2022   | 0.68%                   |
| 7 | 10 يناير 2022  | 0.784%                  |
| 8 | 11 يناير 2022  | 0.728%                  |
| 9 | 17 يناير 2022  | 0.875%                  |
| 10 | 18 يناير 2022  | 0.598%                  |
| 11 | 24 يناير 2022  | 0.898%                  |
| 12 | 25 يناير 2022  | 0.676%                  |
| 13 | 31 يناير 2022  | 0.498%                  |
| 14 | 1 فبراير 2022  | 0.535%                  |
| 15 | 7 فبراير 2022  | 0.664%                  |
| 16 | 8 فبراير 20    | 0.6%                    |
| المعدل | المعدل         | %                       |
| - تُبث هذه الدراما على قناة الكابل / التلفزيون المدفوع الذي عادةً ما يكون جمهوره أصغر نسبيًا مقارنةً بالمحطات التلفزيونية / العامة (KBS ، SBS ، MBC ، EBS). |                |                         |

## الإنتاج

### صناعة
في 18 أكتوبر 2021 أعلنت شركة «كيي إيست» التي يديرها باي يونغ جين، أنها وقعت عقد إنتاج وتوريد مع جي تي بي سي إستوديوز لمسلسلَي «المفتشة كوو» و «شخص واحد فقط». المسلسل من إخراج اوه هيون جونغ الذي عمل على «ابنه مثلك تماما» لعام 2015، و«جنية رفع الاثقال كيم بوك جو» لعام 2016، ومسلسل «شرطيان» لعام 2017. ومن كتابة مون جونغ مين التي كتبت مسلسل «فوضى الحياة الزوجية» لعام 2018.

### طاقم
اختيار بارك سونغ هوون في البداية في دور مين وو تشون، لكنه استقال من المسلسل في 14 يوليو 2021، بسبب تضارب المواعيد ولأسباب خاصة. في 25 أكتوبر 2021، أفيد أن كانغ يي وون كانت في الحجر الصحي بعد اصابتها بعدوى COVID-19. تم اختبار جميع الأفراد الذين كانوا على اتصال بها وجميعهم قد أظهرو نتائج سلبيًة.

## روابط خارجية
- على الموقع الرسمي (بالكورية)
- شخص واحد فقط على موقع IMDb (الإنجليزية)
- شخص واحد فقط على موقع نتفليكس (الإنجليزية)
- شخص واحد فقط على موقع كينوبويسك (الروسية)
- شخص واحد فقط على موقع قاعدة بيانات الفيلم (الإنجليزية)
- شخص واحد فقط على هانسينما (الإنجليزية)